# サイトスワップ
サイトスワップ（Site swap）とは、トスジャグリングのパターンを表すための非負整数列による表記法（ジャグリングノーテーション）、またはその表記法に従って表記された数列を指すこともある。
1980年代に3人の研究者によって独立に定式化された。その記法を直感的に説明するならば、それぞれの数値は道具を投げる高さ（厳密には投げてからキャッチするまでの時間間隔）を表していると説明できる。それ以外の情報を持たないため、シンプルで扱いやすい反面、特殊な投げ方をするパターンを定義することはできない。数列であるので、数学的な処理でジャグリング可能性の判定や新しいパターンを作り出すことなどができる。
また、2個以上のディアボロで行うハイトスやウィンドミルのパターンや、2人以上で道具を投げ合うパッシングの記述にも使われる。また、厳密にはサイトスワップを適用できない道具（シガーボックスなど）でも、投げ方のアナロジーで使われることがある。

## バニラサイトスワップ
最も単純なバニラサイトスワップと呼ばれるサイトスワップは、3や7531といった有限長の整数列として表される。バニラサイトスワップでは以下のような前提を置いている。
- 道具の状態や種類、身体の状態などを全て無視する[注 1]。
- 片手で同時に複数の物体を投げたりキャッチしたりすることはできない。
- 両手で交互に、一定の時間間隔で道具を投げる[注 2]。
- 数値は、その道具が投げられてからキャッチされるまでの時間間隔を表す。

例えば、右のアニメーションは3ボールカスケードであるが、全てのボールは3つおきに投げられている。そのためサイトスワップは3と表される。両手で交互に投げるという前提があるため、奇数では投げた手と逆の手でキャッチし、偶数では逆に投げた手自身で受け取ることとなる。このとき3つの特殊な投げ方が定義されている: 0はその瞬間手に何も持っていない状態を、1は逆の手に手渡すもしくは直線的に投げて渡す事を、2はその時間に物体を投げずに持ち続けることをそれぞれ意味する。また、9より大きい数値を書く必要があるときにはアルファベットを使って、10をA、11をB、12をC、13をD、14をE、15をF…と表すのが一般的。
16進数ならFまでであるが、ジャグリングは以降も16をG、17をHと続き・・・・33はX、34はY、35はZまでとなる。
まとめてみると、0は何も持っていない状態、1はパスする。2はボールを持っているだけ、3以降は奇数は別な手に戻って来て、偶数は同じ手に戻って来るという意味合いがある。
数字は戻ってくるまでの時間を表し、必ずしも投げる速度や高さの事ではない。ただ、トスジャグリングの場合はボールの速度はサイトスワップの数字に比例するようにはなっており、運動エネルギーは速度の2乗に比例することにより、3のエネルギーを9とするなら5のエネルギーは25になる。このためボールの個数を1増やすための難易度が高いのはこういう理由からである。
それぞれのパターンは、いくらかの拍ごとに繰り返される。この繰り返される拍の最短の長さをサイトスワップの周期（period）と呼び、通常最短周期だけを書く。先に例に挙げた3ボールカスケードの周期は1である。また、このように周期が奇数である場合、両手が同じパターンを繰り返すため、奇数周期のサイトスワップを持つパターンのことを対称（symmetrical）であると呼び、シャワーのように偶数の周期を持つものを非対称（asymmetrical）なパターンと呼ぶ。
例えば、対称なものは3、531、52413などがあり、非対称なものは3401、40、71などがある。
サイトスワップの種類
1ボールは1、20、300など、2ボールは2、31、312、420、3401、4130、34012など、3ボールでは3、441、51、423、52413、531、1234560、504、46401、4740123、741501、711、801、4ボールでは4、53、71、62345、5601など簡単なものから難易度が高いものまで知られている。
他には40は片手でボールを2個投げる技で2インワンハンド、7131は3ボールのハイローシャワーとして知られている。2ボールには501などがあるが3ボールよりも難しい。個数が少なくても投げ方次第では難易度が高い。
これらはごく一部である。種類は膨大で「Siteswaps」というDVDまで発売されておりサイトスワップの種類は10000くらいあるとのこと。
片手だけでも可能ではある。
片手が塞がっている際は1つの手だけでジャグリングをするが両手に比べると格段に難易度が上がるのは言うまでもない。2は2インワンハンドになり、3は3インワンハンドになり、42は3インワンハンドのハイローになる。

### ジャグリング可能性
周期n+1を持つあるサイトスワップ数列{\displaystyle {\begin{Bmatrix}a_{n}\end{Bmatrix}}=a_{0}a_{1}\cdots a_{n}}がジャグリング可能(jugglable)であるとは、

どのような相異なる{\displaystyle 0\leq i,j\leq n}に対しても{\displaystyle (a_{i}+i)\not \equiv (a_{j}+j){\pmod {n+1}}}であることである。
これは直観的には「どの拍の瞬間にも、1つの手に同時に2つ以上のボールが落ちてくることはない」ということを定式化したものだと言える。つまりは、あるサイトスワップの周期がn+1だとすると、投げられる拍の順番と滞空時間の拍の和を周期で割った数値が、そのボールがn+1周期の中で何番目に落ちてくるかを表しており、これが全て異なるならば、同時に落ちてくることはないといえるからである。
このジャグリング可能性の定義から、直ちにジャグリング可能なサイトスワップのサイクリックシフト(cyclic shift)はジャグリング可能であるということが分かる。しかし通常特に理由のない限り、最大の数字を最初に書くことが普通である。
また、このときサイトスワップ数列の平均値は投げる物体の個数になる。例えば531は3個、91は5個である。
色々な性質があり例えば、7531に1111を足して8642もサイトスワップが成立したりする。
分割も可能な場合がある。例えば51234は50000と01234に分割できる、それぞれサイトスワップが成立している。
巻き戻しも考えられる
例えば1234560を逆再生すると6251403となる。

### 状態
ある投げ方から別な投げ方に移行する際には、サイトスワップの状態(state)という概念がある。
例えば、3ボールカスケード3から441というパターンに移行する際は3-441と表記すれば良い。そして441から3に移行するなら441-3と表示すればよい。
そして3-441-3という表記もできる。
すぐに移行出来ない場合も考える。例えば、3ボール3から3ボールシャワー51に移行するには少し工夫が必要。
3ボールからシャワー51に移行しようと33351と投げると、投げた3と1のボールが同時に戻って来る事になってしまう。
そこで333545151と投げればうまく移行することができる。これを、3-4-51と表記出来る。
これは一例であり他にも3-52-51という方法などもある。52自体はサイトスワップは成立しないが3ボール中に1回だけ繰り出すと51に移行できるという意味がある。
また、51から3へ以降するにはあ51-2-3と表記する。

## シンクロナス・サイトスワップ
両手で同時に投げるシンクロパターンを表す時は左右それぞれの数値を( )でくくり,で区切る。また、シンクロパターンの数値は偶数に限られる。
最も簡単な例として2ボールでは(2,2)(2,2)(2,2)と続くがこれを(2,2)と表記。ほかにも(4,4)(0,0)もある。
交差させる際に、クロススローは奇数の数ではなく、数値の後にxを付加する事で表記する。
例えば(2x,2x)は同時にボールを入れ替える投げ方である。偶数なのに別な手に戻ってくるという意味がある。勿論、両手が同じ投げ方をするとボールが衝突するのでそこは高さを微妙に変えて上手くやろう。
勿論このxというのは前述したアルファベットによる33とは全く意味が異なる。
アスタリスクの使用
シンクロで左右対称なパターンを繰り返す場合、その片側の右側に*を付けて表記する。
簡単な例として2ボールでは(4,2)(0,2)(2,4)(2,0)があるが、アルタリスクを使用することで(4,2)(0,2)*と表記を簡素化出来る。
勿論(2,2)は左右対称であるがわざわざアスタリスクをつけて(2,2)*と表記する必要はない。
更に、応用技として(6x, 4)(4, 6x)という技がありこれは(6x, 4)*と表記する。これは5ボールジャグリングの技で難易度は高い。
専門的な事はともかく、簡単な技から覚えていくのが良い。
例えば2ボールでは(4,2x)(2x,0)*、(4x,2x)(2,0)*などがある。3ボールでも(4,2x)*があるがこれはBOXと呼ばれている。

## マルチプレクシング・サイトスワップ
片手で複数同時に投げるマルチスローを表す時は、同時に投げる物体の数値を[ ]でくくり表記する。
なお、ボールを保持している状態は[2222]という表記になる、これはボールを4個ずつ合わせて8個持っている意味。片手がボール4つ持ちもう片手が0持っていないなら[2222]0と表記する。
投げ方の例としては[34]001という簡単な技がある(ボールの個数は2、これは合計が8でperiodが4で、8/4=2)。他にも4ボールの技として[34]23やシンクロのマルチなら([64],[64])(0,0)(2,2)などがある。
他にも高度な技として[97]121は片手から2つのボールを同時に投げる5ボールマルチシャワーがある。
これは1度に2つ以上のボールを投げるわけだから当然、手にかかる負担が大きいので注意しよう。腕全体でボールに勢いをつけるイメージで投げると良い。

## マルチハンドサイトスワップ
通常のサイトスワップは腕を2本持つ、多く一般の人のために作られているが、他の数の腕を持つ場合のサイトスワップを考えることもできる。1本の腕の場合はディアボロのハイトスのパターンを、4本の腕の場合は2人が道具を投げ合うパッシングのパターンを表すために使われる。

## クラブジャグリング
クラブジャグリングは更に回転も扱うようになるため、難易度もさることながら危険度も上がっている。このため1つ1つ丁寧に習得するためにサイトスワップの理解は必須である。
サイトスワップの数字と回転数について言うと、1フラットスピン、2フラットスピン、3シングルスピン、4ダブルスピン、5ダブルスピンが一般的である。フラットスピンは無回転という意味である。3以上でフラットスピンはかえって難しい。
シンクロにおいても(4x,4x)(0,0)があるがこれを回転するクラブでやると空中で衝突する危険があるのでやめよう。かわりに55000を考えたい。
//サイトスワップの特徴については上記の方に統合しました。

## 関連

### プログラム
フリーで使用でき、サイトスワップのシミュレーションを行うことができるソフトがある。
- JuggleMasterJAVA版
ブラウザ上でジャグリングパターンをシミュレーションできる。パターンファイルを書き換えることによりオリジナル技を表示させることも可能。
- Juggling Lab
JAVAで書かれたジャグリングシミュレータ。GPLで配布されているオープンソースのソフトウェアである。ラダーノーテーションを表示させることも可能。また、アプレット版も存在する。
- サイトスワップ解析onWEB
サイトスワップの細かい分析や、条件を満たすサイトスワップの一覧表示が可能。

### 書籍
サイトスワップを解説している日本語の書籍としては、以下のようなものがある。
- 『ボールジャグリング入門第二版』（ナランハ, 中嶋潤一郎 著, ISBN 493157100X）
- 『ボールジャグリング百科』（遊戯社, チャーリー・ダンシー, 井上恵介 著, ISBN 4896595181）

洋書であれば以下が詳しい
- 『The Mathematics of Juggling』（Springer, Burkard Polster 著, ISBN 0387955135）